# Anarchistyczni Burzyciele
Anarchistyczni Burzyciele, także: Pokolenie Burzycieli (cz. Anarchističtí buřiči, Generace buřičů) – skupiona wokół Stanislava Kostki Neumanna oraz czasopisma "Nový kult" grupa czeskich poetów, funkcjonująca na przełomie XIX i XX wieku w Pradze. Twórców należących do grupy łączyła przede wszystkim ideologia anarchizmu, społeczny radykalizm, lewicowość, zwalczanie mieszczaństwa, antyklerykalizm, antymilitaryzm oraz pacyfizm. W zakresie poezji nie sformułowali jednolitego programu literackiego.

## Historia
Najważniejszą, choć nieformalną siedzibą grupy, była willa w Pradze-Olszanach (olšanská vila) należąca do Neumanna – wpływowego wówczas krytyka literackiego i poety. Tam też mieściła się redakcja czasopisma "Nový kult" (1897–1905). Redaktorem naczelnym i wydawcą tego organu grupy był Neumann. Na łamach czasopisma publikowali głównie poeci urodzeni w latach 70. XIX wieku: Viktor Dyk, Karel Toman, František Gellner, Fráňa Šrámek, Jiří Mahen, Josef Mach, Leo Freimuth, Rudolf Těsnohlídek i Jaroslav Hašek. Drukowali także w innych czasopismach i gazetach ("Práce", "Omladina", "Nová omladina", "Anarchistická revue", "Moderní život").

## Twórczość
Twórczość burzycieli nie jest jednolita, chociaż można w niej dostrzec przede wszystkim sprzeciw wobec symbolizmu, dominację języka potocznego i realistycznego dialogu. Grupa stanowiła pomost pomiędzy indywidualizmem dekadenckim końca XIX wieku a aktywizmem o charakterze lewicowym i anarchistycznym początku XX wieku. Członkowie grupy próbowali dotrzeć ze swoją poezją do środowiska proletariackiego (niektóre wiersze Šramka stały się popularnymi pieśniami robotniczymi). Stawali w opozycji do państwa, które według nich było przeszkodą w rozwoju obywatela. Na łamach "Novego kultu" publikowali fragmenty prac teoretyków tzw. anarchokomunizmu (Piotr Kropotkin, Jean Grave, Errico Malatesta etc.).

### Publikacje
W ramach grupy opublikowano następujące zbiory:
- Neumann Sen o zástupu zoufajících (Sen o zastępie zrozpaczonych, 1903)
- Dyka Satiry a sarkasmy (Satyry i sarkazmy, 1905)
- Toman Torzo života (Kształt życia, 1902), Melancholická pout' (Melancholijna wędrówka 1906)
- Gellner Radosti života (Radości życia, 1903)
- Šrámek Života bído, přec tě mám rád (Nędzo życia, przecież cię kocham 1905), Modrý a rudý (Niebiesko-czerwony, 1906)

Po upadku czasopisma "Nový kult" w 1905 grupa rozpadła się, Neumann natomiast brał udział w kolejnych inicjatywach literackich.